# Pete de Freitas
Peter Louis Vincent de Freitas (ur. 2 sierpnia 1961 w Port-of-Spain, zm. 14 czerwca 1989 w Longdon) – brytyjski muzyk i producent muzyczny. Perkusista zespołu Echo & the Bunnymen, można było usłyszeć go na pierwszych pięciu albumach grupy. 
De Freitas urodził się w Port-of-Spain, stolicy Trynidadu i Tobago. Kształcił się u Benedyktynów w Downside School w Somerset w południowo-zachodniej Anglii. Jego matką była Madge Quesnel de Freitas (1932–1999) zaś ojciec, Denis (1922–2003) pracował w kancelarii prawniczej. Specjalizował się w zagadnieniach z zakresu prawa autorskiego. Pete dołączył do Echo & the Bunnymen w 1979 roku, zastępując automat perkusyjny.   
W 1985 roku de Freitas opuścił zespół i skupił się na projekcie solowym pod nazwą The Sex Gods. Po powrocie do swojego macierzystego zespołu w 1987 roku ożenił się, a rok później na świat przyszła jego córka, Lucie Marie. 
14 czerwca 1989 – w wieku 27 lat – zginął w wypadku motocyklowym. Jechał wtedy z Londynu do Liverpoolu. Pochowano go na Goring Cemetery w Goring-on-Thames. 1 września 2009 w podobnych okolicznościach zginął inny członek Echo & the Bunnymen, Jake Brockman. 
Jego siostry, Rosemarie i Rachel były członkiniami zespołu The Heart Throbs. Z kolei jego brat Frank jest basistą w grupie The Woodentops. 
Pete de Freitas należy do tzw. Klubu 27 – muzyków którzy z różnych przyczyn ponieśli śmierć w wieku 27 lat.